# Call of Duty: Modern Warfare Remastered
Call of Duty: Modern Warfare Remastered је пуцачина из првог лица коју је развио Рејвен софтвер, а објавио Активижн. Она представља римастер игре Call of Duty 4: Modern Warfare из 2007. године. Римастер је првобитно објављен као део посебног пакета који је садржао Call of Duty: Infinite Warfare и поменуту игру датума 4. новембра 2016. за PlayStation 4, Xbox One и Windows. Самостална верзија објављена је за PlayStation 4 27. јуна 2017, а за Xbox One и Windows наредног месеца. 